# Port lotniczy Londrina
Port lotniczy Londrina (IATA: LDB, ICAO: SBLO) – port lotniczy położony w Londrina, w stanie Parana, w Brazylii.